# Dawn Murten
Dawn Murten (ur. 22 lipca 1975) – australijska judoczka.
Startowała w Pucharze Świata w 1996. Brązowa medalistka mistrzostw Oceanii w 1998 roku. Brązowa medalistka mistrzostw Australii w latach 1993-1996 i 1998-2000.